# Heliura episcepsidis
Heliura episcepsidis là một loài bướm đêm thuộc phân họ Arctiinae, họ Erebidae.